# Aljaksandr Masejkin
Aljaksandr Mikalaewitsch Masejkin (belarussisch Аляксандр Мікалаевіч Масейкін; russisch Александр Николаевич Мосейкин, Aleksandr Nikolajewitsch Moseikin; * 1. März 1961 in Krytschau, Belarussische SSR) ist ein ehemaliger sowjetisch-belarussischer Handballspieler.
Masejkin spielte zunächst für vier Jahre Basketball. Nachdem er von den Trainern der Jugendnationalmannschaft wegen zu schlechter körperlicher Verfassung abgelehnt worden war, schickte ihn sein Jugendtrainer zu den Handballern von SKA Minsk. Dort lebte er die erste Zeit ohne seine Eltern im Internat, verlor das Interesse am Handball und ging lieber zum Fischen. Sein Mitspieler Juri Schewzow konnte ihn aber überzeugen, zum Training zurückzukehren.
Bei SKA Minsk spielte der Defensivspezialist von 1978 bis 1990 für den Armeeklub, mit dem er 1981, 1984, 1985, 1986, 1988 und 1989 sowjetischer Meister sowie 1980, 1981 und 1982 Pokalsieger wurde. 1983 und 1988 gewann er mit Minsk den Europapokal der Pokalsieger, 1987, 1989 und 1990 den Europapokal der Landesmeister. Mit der sowjetischen Junioren-Nationalmannschaft gewann er bei der U-21-Weltmeisterschaft 1981 die Silbermedaille. Für die sowjetische A-Nationalmannschaft war er auch im Einsatz. Ab 1987 war er von Rückenschmerzen geplagt und spielte häufig nur unter dem Einfluss von Schmerzmitteln. 1989 erhielt er die Auszeichnung Verdienter Meister des Sports der UdSSR.
1990 verließ er SKA, ein Jahr darauf wechselte er nach Deutschland in eine untere Liga, wo er auch als Spielertrainer vorgesehen war. Als seine jüngste Tochter im Sommer 1991 nach einem Zeckenstich an Enzephalitis erkrankte und daran verstarb, kehrte er in die Heimat zurück. Seine ältere Tochter Natalja wurde 2002 Vize-Weltmeisterin in Rhythmischer Sportgymnastik.
Nach seiner Rückkehr arbeitete Masejkin als LKW-Fahrer, kurzzeitig als Handballtrainer, reparierte Waschmaschinen und lebt nun als Einsiedler auf einem Bauernhof in der Region um Hrodna.
Nach eigenen Angaben ist er 1,98 m groß, offiziell wurde er damals mit 2,04 m geführt. Sein Spitzname ist seit Spielerzeit „Großvater“ (Дед), weil er umherlief und grummelte.